# Kantor
Pour les articles homonymes, voir Kantor (homonymie).
Kantor est une localité du sud-ouest du Sénégal, située à environ 70 km de Kaolack, à proximité de la frontière avec la Gambie.

## Administration
Kantor est situé dans la région de Kaolack.

## Géographie
Les localités les plus proches sont Sotokoye, Keur Babou Ngone, Babou, Keur Abdou Bouri, Ndiahene, Yongo, Keur Samba Kouta, Falifa et Ndiaouara.

### Activités économiques
- Marché hebdomadaire